# Мосбахер, Роберт
Роберт Адам Мосбахер (англ. Robert Adam Mosbacher; 11 марта 1927, Маунт-Вернон, Нью-Йорк, США — 24 января 2010, Хьюстон, Техас, США) — американский государственный деятель, министр торговли США (1989—1992).

## Биография
Родился в еврейской семье германского происхождения. Впоследствии принял пресвитерианство.
Получив степень бакалавра в администрировании бизнеса, он основал в Хьюстоне успешно работающую нефтегазовую компанию.
Профессионально занимался парусным спортом. Чемпион мира 1969 года в классе Дракон и 1971 года в классе Солинг.
В Техасе он познакомился с будущим президентом США Джорджем Бушем-старшим, позже став одним из его главных соратников в предвыборной борьбе. Занимался сбором средств для проигранной Бушем кампании по выборам в сенат в 1970 году.
Политическая деятельность Мосбахера началась в 1960-е годы, когда он занялся сбором средств для республиканской партии в южном Техасе, а в 1968 году работал в предвыборном штабе будущего президента США Ричарда Никсона. Позже принимал участие в предвыборной кампании будущего президента США Джеральда Форда.
В 1988 году он был главным фондрайзером президентской кампании Джорджа Буша-старшего, после избрания которого на пост главы государства был назначен министром торговли. Мосбахер был одним из инициаторов подписания соглашения о создании Североамериканской ассоциации свободной торговли (НАФТА), подписанного 17 декабря 1992 года. Этот договор являлся «расширенной» версией соглашения о зоне свободной торговли, заключённого между США и Канадой в 1988 году, и предусматривал включение Мексики в свободную от таможенных барьеров зону.
В 2008 году он также участвовал в предвыборной кампании кандидата в президенты от республиканцев Джона Маккейна.
Роберт Мосбахер был четырежды женат, у него осталось четверо детей. Его сын, Роберт Мосбахер-младший, возглавлял американскую Корпорацию частных зарубежных инвестиций (Overseas Private Investment Corporation, OPIC), специализирующуюся на вложениях в новые и развивающиеся рынки, в том числе, и в российский. В частности, корпорация Мосбахера-младшего кредитовала IKEA, «Нижнекамскнефтехим», Сибакадембанк, банк «ДельтаКредит», НБД-банк, Промсвязьбанк и ряд других предприятий.